# برینون، واشینگتن
برینون (به انگلیسی: Brinnon) یک منطقهٔ مسکونی در ایالات متحده آمریکا است که در شهرستان جفرسون، واشینگتن واقع شده‌است. برینون ۲۶٫۱ کیلومتر مربع مساحت و ۸۰۳ نفر جمعیت دارد و ۱۷ متر بالاتر از سطح دریا واقع شده‌است.